# Энгель, Ежи
Владислав Ежи Энгель (пол. Władysław Jerzy Engel; род. 6 октября 1952, Влоцлавек) — польский футболист, игравший на позиции нападающего, и футбольный тренер.

## Карьера игрока
Начал заниматься футболом в командах «Юнак» и «Куявяк» из родного города Влоцлавек. Во время учебы в Варшавской академии физической культуры играл за клуб АЗС-АВФ (Варшава), после чего попал в «Полонию», где и закончил свою игровую карьеру в 1974 году в возрасте 22 лет из-за травмы.

## Карьера тренера
Начал тренерскую карьеру в резервной команде «Полонии», игравшей в региональной лиге и столичном «Хутнике» (III лига). Кроме того, он работал в командах «Блоне» (III лига), варшавской «Полонии» (II лига) и «Полонии» (Быдгощ) (III лига).
В мае 1981 года вошел в тренерский штаб польской сборной, а семь месяцев спустя он вернулся в «Хутник», с которым в 1983 году впервые в истории клуба вышел во второй дивизион.
Начиная с 1984 года он был помощником Ежи Копы в «Легии», а в июне 1985 года, в возрасте 33 лет, стал главным тренером клуба. С ним стал вице-чемпионом страны в сезоне 1985/86. Через несколько месяцев «Легия» была близка к тому, чтобы выбить «Интернационале» во втором раунде Кубка УЕФА (3:2, 0:1). Энгель подал в отставку после первых четырех туров сезона 1987/88, в которых команда потерпела три поражения.
С 1988 по 1995 год он работал в кипрских клубах «Аполлон», «Пафос» и «Неа Саламина».
Во второй половине 90-х годов он сидел за столом спортивного директора чаще, чем на тренировочной скамье. В сезоне 1995/96 работал в «Легии», игравшей тогда в Лиге чемпионов, а затем в течение трех лет в «Полонии».
В октябре 1999 Януш Вуйчик был уволен с поста главного тренера польской сборной. Новыми кандидатами были Францишек Смуда и Хенрик Касперчак, но первый не смог разорвать контракт с «Легией», а Касперчак не имел контактов с польским футболом, поскольку он много лет провёл за рубежом. Выбор пал на Энгеля, который приступил к обязанностям 1 января 2000 года. Несмотря на слабый старт (первые 6 игр без побед, из них 4 без забитых мячей), в отборочной группе 5 квалификации к чемпионату мира 2002 года поляки заняли 1-е место группу, опередив Украину, Беларусь и Норвегию. Участие в мундиале обеспечил польский игрок нигерийского происхождения Эмануэль Олисадебe, который дебютировал и стал одним из открытий под руководством Энгеля. Ежи Энгель стал первым тренером с 1986 года, который сумел вывести польскую команду в финальную стадию чемпионатов мира. На самом турнире сборная проиграла первые два матча (0:2 — с Южной Кореей и 0:4 с Португалией) и выбыла из борьбы досрочно. Пресса обвиняла тренера в том, что он не может поддерживать дисциплину в команде, и был слишком привязан к тем игрокам, на которых опирался в течение в квалификации.
19 июня 2002 года представители Польского футбольного союза потребовали от Энгеля уйти в отставку, но тот стал сопротивляться и попытался свалить вину на игроков, которые не относились к турниру серьёзно, больше устраивая встречи с приятелями. 21 июня после долгих споров Энгель всё же официально ушёл в отставку: сутками ранее он признал, что допустил ошибки при подготовке сборной к чемпионату мира и ошибочно выбрал оборонительную тактику. При этом Энгель заявил, что в провале не мог быть виноват только один, иначе бы он ушёл в отставку сразу. Также он выразил сожаление, что не сможет проработать сборной до чемпионата Европы 2004 года.
После летнего перерыва Энгель вернулся на работу спортивного директора, сначала в «Легию», а затем в «Полонию».
С июня по октябрь 2005 года был тренером краковской «Вислы», с которой был близок, чтобы впервые в истории вывести ее в групповой этап Лиги чемпионов (получив в первом матче квалификации дома победу 3:1 над греческим «Панатинаикосом», на выезде поляки уступили 1:4 в дополнительное времени). Он был уволен после поражения от «Витории» (Гимараеш) в Кубке УЕФА.
С декабря 2005 года по май 2006 года работал в АПОЭЛ и выиграл с ним Кубок Кипра. После чего вернулся на работу функционера.

## Достижения

### Как тренер
- Обладатель Кубка Кипра: 2005/06